# Sparta Katowice
BKS Sparta Katowice – polski klub sportowy założony w 1946 jako K.S. Społem, którego kierownikiem był Florian Rozpendowski.

## Historia
Klub prowadził sekcję piłki ręcznej i gimnastyki. W następnych latach częste zmiany nazwy: w 1946 na K.S. Tęcza, w czerwcu 1950 na K.S. Spójnia. W grudniu 1954 zmienia na K.S. Sparta. Od lutego 1957 do grudnia 1958 klub posiada własny statut. W wyniku fuzji z K.S. Budowlani (Ligocianka) oba kluby połączyły się w dniu 1 stycznia 1965 w jeden pod nazwą Budowlany Klub Sportowy Sparta Katowice. Od tego czasu, nowy klub posiadał wiele sekcji sportowych m.in. piłka nożna, piłka ręczna, akrobatyka sportowa, podnoszenie ciężarów, tenis stołowy i siatkówka. Dodatkowo sekcja piłkarska przejęła datę założenia (1924) i kontynuuje historię od zespołu z Ligoty.

## Kalendarium
- 1946 – powstaje klub jako K.S. Społem - (kierownik sekcji Florian Rozpendowski).
- 1946 – zmiana nazwy na K.S. Tęcza
- 1950 – kolejna zmiana na K.S. Spójnia.
- 1954 – zmiana nazwy na K.S. Sparta.
- 1957/1958 – własny statut
- 1965 – po fuzji KS Budowlani z KS Sparta Katowice powstaje wielosekcyjny klub Budowlany Klub Sportowy Sparta Katowice z siedzibą przy ul. Rolnej 43.

## Prezesi KS Sparta[4]
| Lata                    | Prezes                                                               |
| ----------------------- | -------------------------------------------------------------------- |
| 15 IV. 1946 - XII. 1946 | jako KS SPOŁEM - kierownik sekcji Florian Rozpendowski               |
| XII. 1946               | zmiana nazwy na KS TĘCZA                                             |
| XII. 1946 - VI. 1950    | kierownik sekcji Florian Rozpendowski                                |
| VI. 1950                | zmiana nazwy na KS SPÓJNIA                                           |
| VI. 1950 - VI. 1953     | "triumwirat" Edward Hałup, Stanisław Świętliński i Aleksander Gmyrek |
| XII. 1954               | zmiana nazwy na KS SPARTA                                            |
| XII. 1954 - XII. 1955   | kierownik sekcji Stanisław Jarecki                                   |
| XII. 1955 - XII. 1957   | Klub Sportowy Zofia Kaczorowska                                      |
| II. 1957 - XII. 1958    | KS SPARTA własny statut Stanisław Jarecki                            |
| XII. 1958 - XII. 1964   | Edward Hałup                                                         |
| 1 stycznia 1965         | fuzja z KS BUDOWLANI i zmiana nazwy na BKS SPARTA KATOWICE           |
| I. 1965 - II. 1968      | Eugeniusz Kwaśny                                                     |
| II. 1968 - IV. 1971     | Eugeniusz Kwaśny                                                     |
| IV. 1971 -              | Eugeniusz Kwaśny                                                     |

## Sekcje
Do najważniejszych sekcji sportowych w klubie należą/należały:
- Piłka nożna
  - pierwsza drużyna występuje w sezonie 2025/26 w III lidze gr. III[5]
  - druga drużyna – Sparta II Katowice – występowała w rozgrywkach ligowych w latach 2006–2016 (wszystkie sezony w klasie B, gr. Katowice)[6]
- Piłka ręczna
  - Mistrz Polski (x5) – 1955, 1956, 1957, 1959, 1960
  - Wicemistrz Polski (x4) – 1958, 1961, 1962, 1964
  - III miejsce w Mistrzostwach Polski (x1) – 1963
- pływanie – 11 tytułów Mistrza Polski w skokach do wody w kategoriach młodzieżowych, w tym 4 tytuły Mistrza Polski w kategorii młodzików, 4 tytuły w kategorii juniora młodszego, 3 tytuły w kategorii juniora. Zawodnicy: Wrzeska, Sitnik K., Sułek B., Fabiś D., Puto A., Różycki M. mistrzowie Polski. Działacze i trenerzy: Mirosława Gruszka, Tadeusz Ślusarek)
- Piłka siatkowa
- Akrobatyka
- Szachy
- Gimnastyka